# La Sorcière (opéra)
Pour les articles homonymes, voir La Sorcière.
Représentations notables
La Sorcière est un opéra en quatre actes de Camille Erlanger, sur un livret en langue française, d'André Sardou, créé le 18 décembre 1912 à l'Opéra-Comique à Paris, salle Favart.

## Historique
André Sardou adapte le texte de la pièce de théâtre éponyme écrite par son père Victorien Sardou et qui a connu un grand succès à sa création en 1903 au  théâtre Sarah-Bernhardt, notamment grâce à la notoriété de la mythique Sarah Bernhardt qui incarne le rôle principal. 
Camille Erlanger est alors un compositeur très apprécié et les premières représentations de son adaptation à l'opéra, rencontrent un très grand succès. Les décors sont de Lucien Jusseaume, la distribution est particulièrement brillante : Marthe Chenal est la Tosca la plus célèbre du moment tandis que Léon Beyle est un ténor de référence, qui ne se produit que dans la salle Favart dans toute sorte de rôles, dont plusieurs nouveautés, certaines aujourd'hui oubliées comme cette Sorcière. Le chef d'orchestre François Ruhlmann, qui a dirigé de nombreuses créations mondiales ou parisiennes, est à la baguette.
Il dédie la partition à la grande soprano Marthe Chenal qui incarne le rôle-titre. La Sorcière est l'un de ses derniers opéras et cet élève de Leo Delibes, ami de Jules Massenet, de Maurice Ravel et de Claude Debussy, qui fréquente le Tout-Paris lyrique, tombe dans l'oubli après sa mort. 
La Sorcière n'est plus jouée depuis le triomphe de sa création et ne réapparait qu'en 2023 grâce au travail du chef d'orchestre Guillaume Tourniaire, qui a exhumé la partition et organisé une version-concert de cette œuvre le 12 décembre 2023, au Victoria Hall de Genève. La soirée a été enregistrée et a donné lieu à un album live paru chez b•records., en novembre 2024. Le retour de cette œuvre oubliée est unanimement saluée par la critique,,,.  Dans une interview donnée à la Radio télévision suisse (RTS), Guillaume Tourniaire souligne « J'ai vraiment été saisi par la théâtralité de cette musique. Ravel lui-même a relevé combien Erlanger est musicien et combien sa musique est théâtrale ». Quant à Jacques Tchamkerten, il écrit dans le dossier de l'album « En leur temps, les œuvres d'Erlanger ont vivement impressionné le monde musical par leur originalité, leur efficacité théâtrale et leur sens du décor sonore. Parmi ces partitions, "'La sorcière' - dont l'action frappe par la violence et la noirceur - est sans doute l'une des plus remarquables par sa force expressive ».

## Argument
L’action se passe à Tolède en 1507, au temps de l’Inquisition. Ce tribunal de la très catholique Espagne est chargé de poursuivre et de condamner à mort toute personne coupable de relations entre Espagnols et Maures.
L'Espagnol Don Enrique Palacios est le chef des archers de la ville de Tolède, tandis que la Maure Zoraya est une guérisseuse, fort appréciée des habitants à qui elle prodigue des soins en faisant preuve d'une grande générosité. Alors que Kalem, Maure, est lapidé pour avoir aimé une Chrétienne, Zoraya prend soin du corps du malheureux et Don Enrique doit l'arrêter pour ce forfait. Mais leur dialogue les conduit à s'apprécier. Ils se déclarent leur amour malgré l'interdiction et les menaces de l'Inquisition. Mais Don Enrique est promis à Dona Joana, la fille du gouverneur Padilla. Ils décident alors de fuir ensemble. Ils sont pourchassés par les hommes de l'Inquisition. Pour les sauver, Don Enrique tue l'un des soldats. Zoraya endosse courageusement la responsabilité du meurtre. Traduite, devant le tribunal du cardinal Ximenes, elle prétend avoir célébré le sabbat. Accusée de sorcellerie, elle est condamnée au bûcher. Le cardinal lui accorde cependant la vie sauve si elle parvient à guérir la fille du gouverneur, atteinte d'un mal incurable. Zoraya s'engage à la sauver et réussit à délivrer la jeune Dona Joana de son enchantement mais les deux amants sont, malgré tout, condamnés à mort. Zoraya monte au bûcher et Don Enrique la rejoint avec une fiole :  ils préfèrent s’empoisonner pour mourir ensemble.

## Airs principaux

### Acte 1 - Les bords du Tage
- Introduction, ouverture très courte et percutante
- Allons ! Avancez !...- Ramiro, Don Enrique, chœurs
- Méprisant l’Edit royal…- Ramiro, Don Enrique, chœurs
- Vois dans ma main - Ramiro, Don Enrique
- De l’âme de ces fleurs…  - Duo Don Enrique et Zoraya
- Dans ma demeure…  - Aria de Zoraya
- Tu es bon… Tu serais aussi vaillante… Ce sera moi !  - Duos Don Enrique et Zoraya
- Nul être au monde…  - Aria de Zoraya

### Acte 2 - La Maison de Zoraya
- Prélude puis lever de rideau orchestral
- Enrique !... Ce n’est pas encore lui !...Je voulais fuir…  - duos Zoraya et Aisha
- Tu viens le jour ?... Je t’aime !... Je m’approchais de toi… Que notre ardent amour… Les cloches… Il faut partir !  - duos Zoraya et Don Enrique
- Zoraya, des pauvres gens…  - chœurs, Aisha, Zoraya
- Tu ne crains pas, Señorita… Oui, et c’est si beau…  - duos Dona Joana, Zoraya

### Acte 3 - Le Patio
- Lever de rideau orchestral
- Je voudrais le voir...Enrique !... Enrique !... - Zoraya, Fatoum
- Señorita, soyez heureuse !...  - chœurs
- Il manque à cette fête… - Duo Padilla, Don Enrique « Femme, que fais-tu là ? ... Ah, malheureux !…Tu ne l’aimes pas !... » Duo Don Enrique, Zoraya
- Mais, ici... d’autres pourraient… Enrique, ta femme n’est pas… Tu dis vrai ?... - duos Zoraya, Don Enrique
- Dans le calme des nuits  - Aria de Zoraya

### Acte 4 - Premier tableau - le Tribunal de l'Inquisition
- Introduction, prélude orchestral
- Dieu vous éprouve bien cruellement...  - duo Ximenes et Padilla
- Zoraya ! On t’accuse...  - duo Zoraya et Ximenes
- Souvent !... Astaroth le grand Diable…   - duo Afrida, Ximenes
- Approche, Manuela…Le matin, restée seule  - Manuella, Ximenes puis Zoaraya
- Toutes les douleurs…  - Aria de Zoraya
- Cette nuit, Don Palacios…  - Duo Ximenes, Zoraya

### Acte 4 - Deuxième tableau: le Bûcher
- Introduction, prélude orchestral
- Est-il possible...  - aria Don Enrique
- Ah !... Ah !...  - chœurs
- Marche funèbre - interlude orchestral
- Sans pitié pour moi...  - Aria de Zoraya
- Ah ! ... Te deum - chœurs puis Zoraya, puis Don Enrique
- Enrique ! Un dernier baiser !...  - Zoraya

## Rôles et distribution de la Première (1912) et de la re-création (2023)
| Rôle                                    | Voix/tessiture             | Première, Opéra-Comique 1912 sous la direction musicale de François Ruhlmann | Re-création, Genève, 2023 sous la direction musicale de Guillaume Tourniaire |
| --------------------------------------- | -------------------------- | ---------------------------------------------------------------------------- | ---------------------------------------------------------------------------- |
| Zoraya, guérisseuse, la "sorcière"      | soprano                    | Marthe Chenal                                                                | Andreea Soare                                                                |
| Don Enrique, chef des Archers de Tolède | ténor                      | Léon Beyle                                                                   | Jean-François Borras                                                         |
| Le Cardinal Ximenes                     | baryton                    | Jean-Alexis Périer                                                           | Lionel Lhote                                                                 |
| Lopez di Padilla, le gouverneur         | basse chantante ou baryton | Pierre Dupré                                                                 | Alexandre Duhamel                                                            |
| Afrida                                  | soprano colorature         | Jeanne Espinasse                                                             | Marie-Eve Munger                                                             |
| Aisha                                   | mezzo-soprano ou contralto | Philippot                                                                    | Carine Séchaye                                                               |
| Manuella                                | soprano                    | Ninon Vallin                                                                 | Sofie Garcia                                                                 |
| Dona Joana, la fille du gouverneur      | soprano                    | Nelly Martyl                                                                 | Servane Brochard                                                             |
| Ramiro                                  | Baryton                    | M. Vaurs                                                                     | Joé Bertili                                                                  |
| Cardenos                                | Basse chantante            | M. Azéma                                                                     | Joshua Morris                                                                |
| Oliveira                                | Baryton                    | M. Andal                                                                     | Joshua Morris                                                                |
| Fatoum                                  | Mezzo-soprano              | Mme Arné                                                                     | Léa Fusaro                                                                   |
| Calabazas                               | Baryton ou basse chantante | M. Payan                                                                     | Ivan Thirion                                                                 |
| Le Sereno                               | Baryton ou basse chantante | M. Payan                                                                     | Raphaël Hardmeyer                                                            |
| Ibarra                                  | Baryton ou basse chantante | M. Corbière                                                                  | Alban Legos                                                                  |
| Molina                                  | Ténor                      | M. De Creus                                                                  | Pierre Arpin                                                                 |
| Un chanteur                             | Ténor                      | M. De Creus                                                                  | Pablo Plaza                                                                  |
| Première Mauresque                      | Soprano                    | Mme Villette                                                                 | Daria Novik                                                                  |
| Première Mauresque                      | mezzo-soprano              | Mme Marini                                                                   | Eva Kubicek                                                                  |

## Discographie
- La Sorcière, avec Zoraya (Andreea Soare), Don Enrique (Jean-François Borras), Ximénès (Lionel Lhote), Padilla (Alexandre Duhamel), Afrida (Marie-Eve Munger), Orchestre et Chœur de la Haute école de musique de Genève sous la Direction musicale de Guillaume Tourniaire, Enregistrement live au Victoria Hall de Genève le 12 décembre 2023, CD B.Records, publié le 4 octobre 2024.